# 江松
江松（えまつ）は、愛知県名古屋市中川区にある町名。現行行政地名は江松一丁目から江松五丁目と富田町大字江松。住居表示未実施。富田町大字江松は新川の河川用地のみに残存し、現在7つの小字が設置されている。

## 地理
名古屋市中川区の南西部に位置し、新川を挟んで東に下之一色町と一色新町、北に富田町大字榎津、西に江松西町、南西に港区東蟹田に接する。下之一色町や一色新町との間には国道1号の三日月橋が架かっているが、都市計画道路の万場藤前線の延伸に伴い、こちらにも橋（正江橋）が架けられている。
富田町大字江松は町名整理によりほとんどが他の町名に編入され、現在は新川の河川用地にのみ残存する。北から字北大縄場、字川向、字附合、字三日月、字勘蔵裏、字訳裏、字南大縄場の順に存在する。東に一色新町と下之一色町が、西に江松が、南に港区南陽町大字福田字船頭場と江松が、北に富田町大字助光字大縄場と富田町大字榎津字東新海がそれぞれ接する。

### 河川
- 新川

### 字一覧
富田町大字江松とその前身である江松村の小字は以下の通り。消滅した字については背景色    で示す。
| 字                               | 字                               |
| -------------------------------- | -------------------------------- |
| 井大縄場（いおおなわば）         | 石橋（いしはし）                 |
| 井箱（いばこ）                   | 懸杁先（かけいりさき）           |
| 上戌新田（かみいぬしんでん）     | 上新田（かみしんでん）           |
| 萱場（かやば）                   | 川向（かわむかえ）               |
| 勘蔵裏（かんぞううら）           | 北大縄場（きたおおなわば）       |
| 郷付（ごうづき）                 | 三石代（さんごくじろ）           |
| 下戌新田（したいぬしんでん）     | 城屋敷（しろやしき）             |
| 外下（そとした）                 | 附合（つきあわせ）               |
| 寺裏（てらうら）                 | 長池（ながいけ）                 |
| 東並（ひがしなみ）               | 東屋敷（ひがしやしき）           |
| 松本上之切（まつもとかみのきり） | 松本下之切（まつもとしものきり） |
| 三日月（みかづき）               | 南大縄場（みなみおおなわば）     |
| 南大縄場（みなみおおなわば）     | 宮屋敷（みややしき）             |
| 山前（やままえ）                 | 訳裏（わけうら）                 |

## 歴史

### 町名の由来
江戸期の海東郡江松村を前身とする。

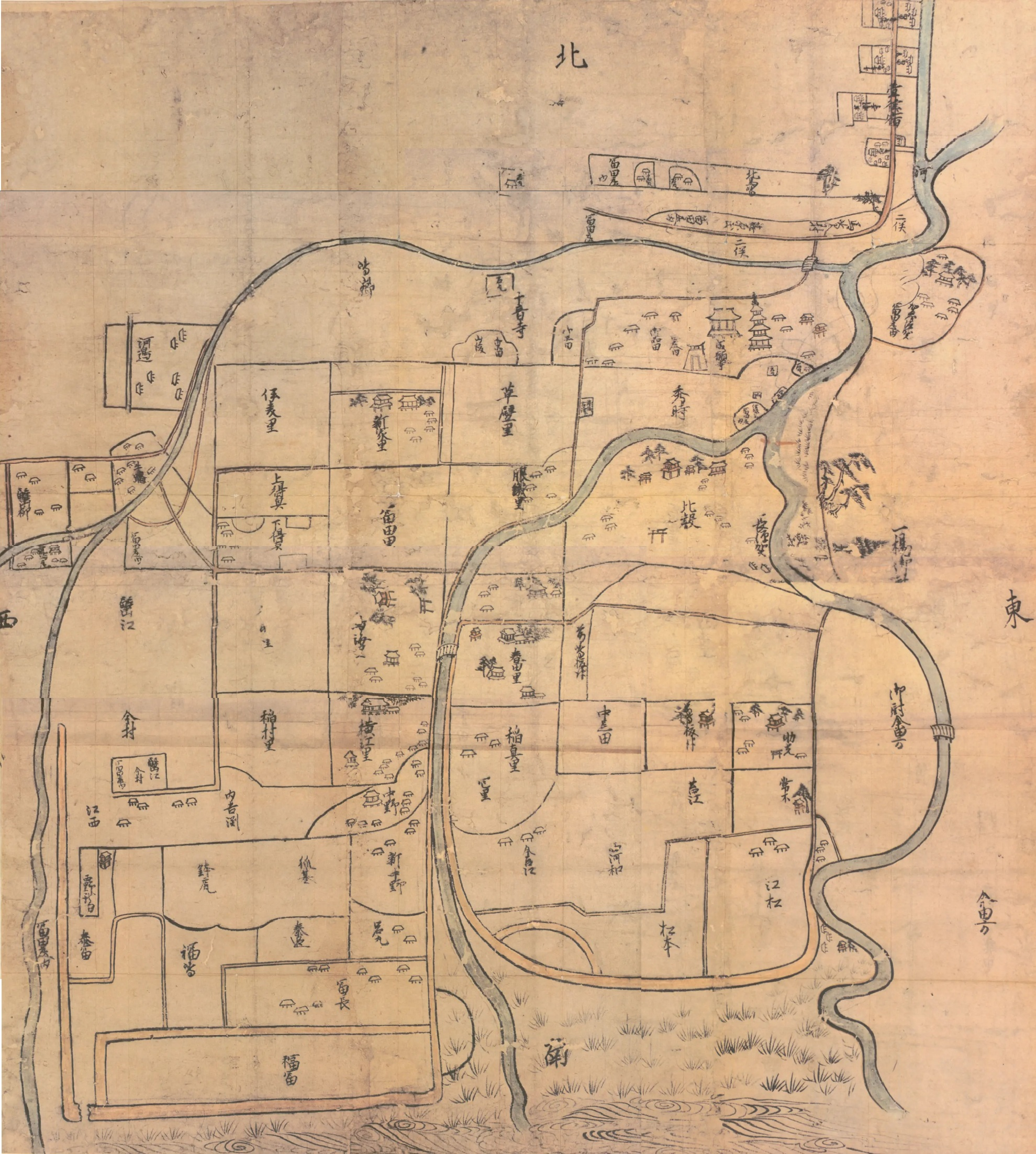
鎌倉時代の富田庄絵図（円覚寺文書）には庄内川の河口右岸「江松」と書かれている。

隣接する榎津と同様に、かつて当地にあった「江奈津」と称する港に由来すると言われている。『尾張国地名考』は、もともと榎津村と江松村は一村であり後世に二村に分離したのではないかと考察している。

### 行政区画の変遷

#### 富田町大字江松
- 1878年（明治11年）12月28日 - 江松村・納屋山新田が合併し、海東郡江松村となる[2]。
- 1889年（明治22年）10月1日 - 合併により、海東郡豊治村大字江松となる[2]。
- 1906年（明治39年）7月1日 - 合併により、富田村大字江松となる[2]。
- 1924年（大正13年）8月26日 - 海部郡南陽村大字福田の一部が同郡富田村大字福田となる[2]。
- 1925年（大正14年）9月20日 - 富田村大字福田の一部を編入する[2]。
- 1955年（昭和30年）10月1日 - 名古屋市編入により、中川区富田町大字江松となる[2]。
- 1998年（平成10年）1月17日 - 富田町大字江松字北大縄場・萱場・懸杁先・東並・上新田・山前・上戌新田・三日月の一部または全部が江松一丁目と江松二丁目に編入される[6]。
- 2001年（平成13年）9月1日 - 富田町大字江松字下戌新田の一部と富田町大字江松字長池・東並・松本上之切・松本下之切の全部が江松西町に、富田町大字江松字勘蔵裏・川向・三日月・南大縄場・訳裏・井箱・城屋敷・東屋敷・郷付・三石代・下戌新田・寺裏・宮屋敷・山前の全部または一部が江松三丁目から五丁目にそれぞれ編入される[WEB 8]。
- このほか富田町大字江松は一色新町二丁目・榎松町・かの里二丁目にそれぞれ編入されている[2]。

#### 江松
- 1998年（平成10年）1月17日 - 富田町大字江松字北大縄場・萱場・懸杁先・東並・上新田・山前・上戌新田・三日月の一部または全部より江松一丁目・江松二丁目が成立[6]。
- 2001年（平成13年）9月1日 - 江松三丁目が富田町大字江松字勘蔵裏・川向・三日月・南大縄場・訳裏の各一部より、江松四丁目が富田町大字江松字井箱・城屋敷・東屋敷の全部より、江松五丁目が富田町大字江松字郷付・三石代・下戌新田・寺裏・宮屋敷・山前の全部または一部よりそれぞれ成立[WEB 8]。

## 世帯数と人口
2019年（平成31年）2月1日現在の世帯数と人口は以下の通りである。
| 丁目       | 世帯数    | 人口    |
| ---------- | --------- | ------- |
| 江松一丁目 | 422世帯   | 1,138人 |
| 江松二丁目 | 212世帯   | 532人   |
| 江松三丁目 | 310世帯   | 683人   |
| 江松四丁目 | 136世帯   | 363人   |
| 江松五丁目 | 335世帯   | 880人   |
| 計         | 1,415世帯 | 3,596人 |

### 人口の変遷
国勢調査による人口の推移。
| 2000年（平成12年） | 1,269人 |  |  |
| 2005年（平成17年） | 3,396人 |  |  |
| 2010年（平成22年） | 3,654人 |  |  |
| 2015年（平成27年） | 3,606人 |  |  |

### 世帯数の変遷
国勢調査による世帯数の推移。
| 2000年（平成12年） | 406世帯   |  |  |
| 2005年（平成17年） | 1,128世帯 |  |  |
| 2010年（平成22年） | 1,266世帯 |  |  |
| 2015年（平成27年） | 1,315世帯 |  |  |

## 学区
市立小・中学校に通う場合、学校等は以下の通りとなる。また、公立高等学校に通う場合の学区は以下の通りとなる。
| 丁目       | 番・番地等 | 小学校               | 中学校                 | 高等学校 |
| ---------- | ---------- | -------------------- | ---------------------- | -------- |
| 江松一丁目 | 全域       | 名古屋市立豊治小学校 | 名古屋市立供米田中学校 | 尾張学区 |
| 江松二丁目 | 全域       | 名古屋市立豊治小学校 | 名古屋市立供米田中学校 | 尾張学区 |
| 江松三丁目 | 全域       | 名古屋市立豊治小学校 | 名古屋市立供米田中学校 | 尾張学区 |
| 江松四丁目 | 全域       | 名古屋市立豊治小学校 | 名古屋市立供米田中学校 | 尾張学区 |
| 江松五丁目 | 全域       | 名古屋市立豊治小学校 | 名古屋市立供米田中学校 | 尾張学区 |

## 交通
- 国道1号
- 愛知県道59号名古屋中環状線
- 名古屋市営バス - 地区内に江松（旧称：三日月橋）停留所がある。
- このほか、中川コロナワールドが利用客向けの無料シャトルバスを運行しており、八田駅・高畑駅および中島橋付近と中川コロナワールドを結んでいる[WEB 15]。

## 施設

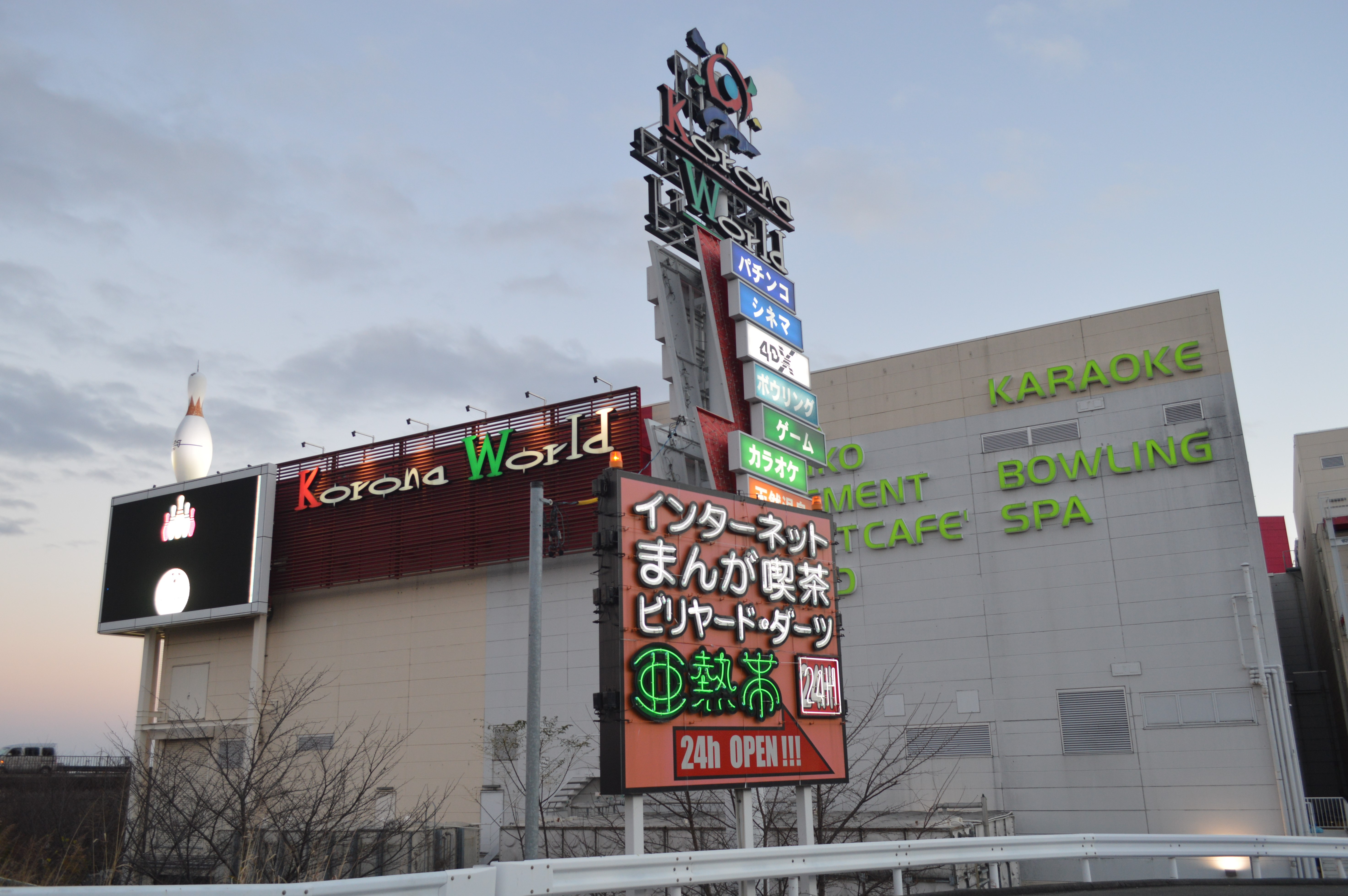
中川コロナワールド
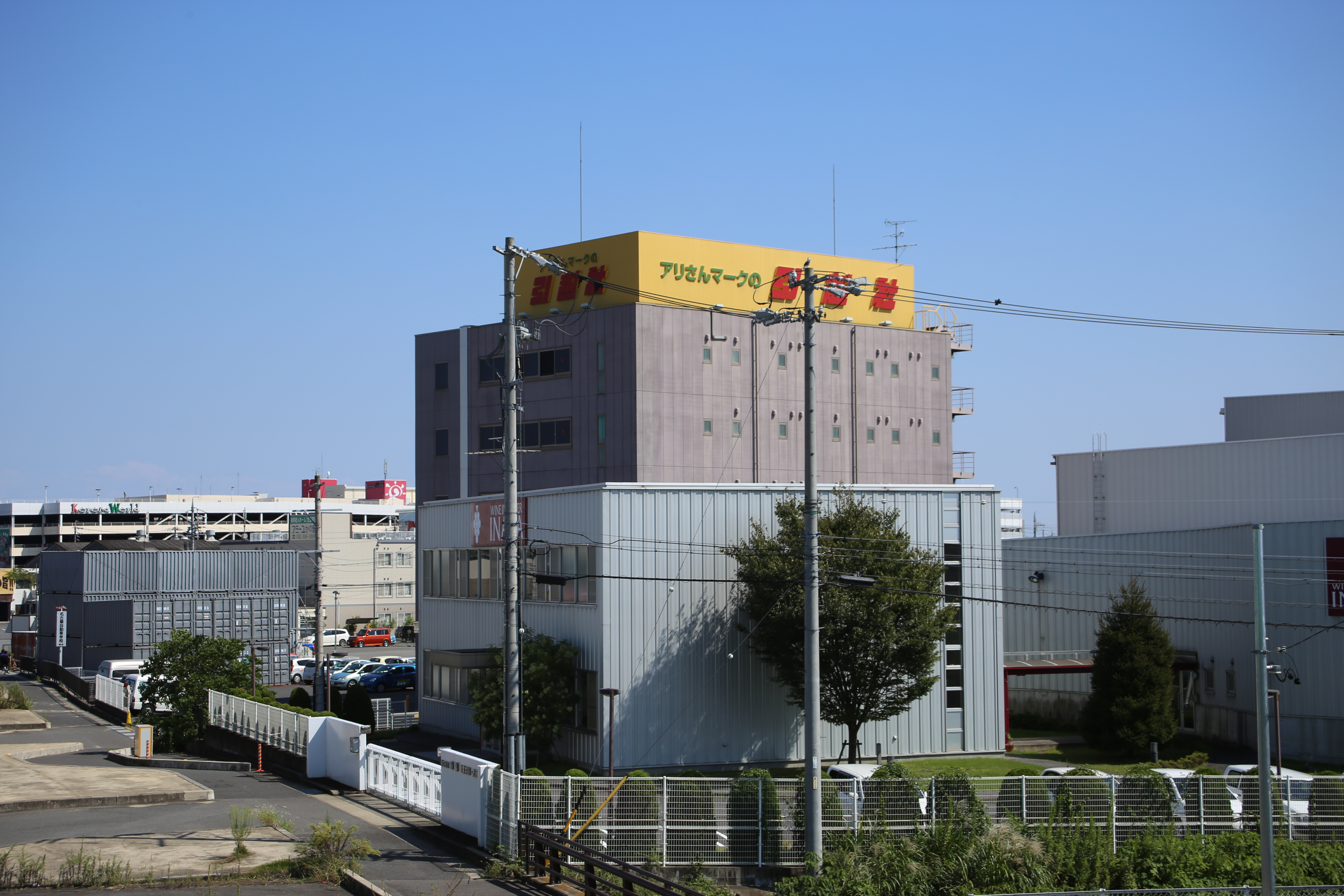
引越社中部本部

- 中川コロナワールド
- 引越社中部本部

## その他

### 日本郵便
- 郵便番号 : 454-0954[WEB 2]（集配局：中川郵便局[WEB 16]）。